# Елбанка
Елбанка — село в Усть-Пристанском районе Алтайского края. Административный центр Елбанского сельсовета.

## География
Расположено на левом берегу реки Чарыш. Абсолютная высота — 155 метров над уровнем моря.

## История
Основано в 1773 году. В 1926 году в селе Елбанском имелось 403 хозяйства и проживало 2347 человек (1115 мужчин и 1232 женщины). В национальном составе населения того периода преобладали русские. Действовали школа I ступени и лавка общества потребителей. В административном отношении являлось центром Елбанского сельсовета Пристанского района Бийского округа Сибирского края.

## Население
| 1926 | 1997 | 1998 | 1999 | 2000 | 2001 | 2002 | 2003 | 2004 | 2005 | 2006 |
| ---- | ---- | ---- | ---- | ---- | ---- | ---- | ---- | ---- | ---- | ---- |
| 2347 | ↘867 | ↘864 | ↘832 | ↗880 | ↘822 | ↘818 | →818 | ↘802 | ↘777 | ↘776 |
| 2007 | 2008 | 2009 | 2010 | 2011 | 2012 | 2013 |      |      |      |      |
| ↗796 | ↘748 | ↘712 | ↘636 | ↘627 | ↘606 | ↘591 |      |      |      |      |

Национальный состав
Согласно результатам переписи 2002 года, в национальной структуре населения русские составляли 95 %.